# Воксегачі (Техас)
Воксегачі (англ. Waxahachie) — місто (англ. city) в США, в окрузі Елліс штату Техас. Населення — 41 140 осіб (2020).

## Географія
Воксегачі розташоване за координатами 32°24′10″ пн. ш. 96°50′34″ зх. д. / 32.40278° пн. ш. 96.84278° зх. д. (32.402674, -96.842674).  За даними Бюро перепису населення США в 2010 році місто мало площу 126,60 км², з яких 123,42 км² — суходіл та 3,19 км² — водойми.

## Демографія
Згідно з переписом 2010 року, у місті мешкала 29 621 особа в 10 457 домогосподарствах у складі 7464 родин. Густота населення становила 234 особи/км².  Було 11554 помешкання (91/км²).
Расовий склад населення:
| - 75,6 % — білих - 12,9 % — чорних або афроамериканців - 0,6 % — корінних американців - 0,5 % — азіатів - 0,1 % — вихідців з тихоокеанських островів - 8,1 % — осіб інших рас |

До двох чи більше рас належало 2,3 %. Частка іспаномовних становила 23,2 % від усіх жителів.
За віковим діапазоном населення розподілялося таким чином: 28,1 % — особи молодші 18 років, 60,5 % — особи у віці 18—64 років, 11,4 % — особи у віці 65 років та старші. Медіана віку мешканця становила 31,7 року. На 100 осіб жіночої статі у місті припадало 93,0 чоловіків;  на 100 жінок у віці від 18 років та старших — 89,0 чоловіків також старших 18 років.
Середній дохід на одне домашнє господарство  становив 65 675 доларів США (медіана — 54 081), а середній дохід на одну сім'ю — 72 790 доларів (медіана — 59 730). Медіана доходів становила 41 857 доларів для чоловіків та 38 381 долар для жінок. За межею бідності перебувало 15,9 % осіб, у тому числі 22,7 % дітей у віці до 18 років та 9,1 % осіб у віці 65 років та старших.
Цивільне працевлаштоване населення становило 14 747 осіб. Основні галузі зайнятості: освіта, охорона здоров'я та соціальна допомога — 21,9 %, роздрібна торгівля — 14,7 %, виробництво — 14,6 %.

## Відомі люди
- Роберт Бентон (*1932) — американський кінорежисер та сценарист
- Фредерік Форрест (* 1936) — американський актор.